# Manuel Herrera Yagüe
Manuel Herrera Yagüe, més conegut com a Manu (nascut el 29 de setembre de 1981), és un futbolista professional madrileny que juga com a porter al CF Intercity.

## Trajectòria esportiva
Manu va fitxar per l'Elx el juny de 2012.
Va guanyar el trofeu Ricardo Zamora en la seva primera temporada amb l'equip il·licità, que finalment va quedar primer i va tornar a La Liga després de 24 anys. El 19 d'agost de 2013, un mes després del seu 32è aniversari, va debutar a la competició en un partit que el seu equip va perdre per 3-0 fora de casa contra el Rayo Vallecano.
El 3 d'agost de 2017, Manu va signar contracte per un any amb el CA Osasuna.